# Vladímir Alikin
Vladímir Alikin   (Novoilyinsky, 20 de desembre de 1957) és un biatleta rus, ja retirat, que va competir sota bandera de la Unió Soviètica durant les dècades de 1970 i 1980.
El 1980 va prendre part en els Jocs Olímpics d'Hivern de Lake Placid, on disputà tres proves del programa de biatló. Fent equip amb Aleksandr Tíkhonov, Vladimir Barnachov i Anatoly Alyabyev guanyà la medalla d'or en la cursa del relleu 4x7,5 km. En la cursa d'esprint, 10 quilòmetres guanyà la medalla de plata i en la cursa dels 20 quilòmetres fou vuitè.
En el seu palmarès també destaquen quatre medalles de bronze al Campionat del món de biatló i tres títols nacionals. Posteriorment exercí d'entrenador.